# 陳子褒
陳子褒（1862年—1922年），名榮袞，字子褒，號耐庵，別號崇蘭，别號婦孺之僕，從字行。廣東新會外海人。清末民初教育家。

## 生平
陳氏年幼時就讀于新會縣學宮，18歲在廣州六榕寺后的芥隐堂和友石斋開館講學。清光绪十九年（1893年）31歲参加鄉試，中第五名。後來在「萬木草堂」拜康有為為師，與梁啟超、梁啟勛等為同學。1895年，陳子褒參加「公車上書」，並先後加入強學會和保國會。
陳氏志力改善小學教育，多年來培養了不少港澳的英才。曾在澳門荷蘭園正街開設「蒙學書塾」；其後書塾遷往荷蘭園二馬路，並易名為「灌根學校」；後來，再把學校遷往香港，並定名為「子褒學校」。

## 作品

### 妇女、儿童启蒙教材
- 《妇孺须知》
- 《妇孺浅解》
- 《妇孺八劝》
- 《妇孺入门书》
- 《幼雅》
- 《教育说略》
- 《妇孺三字书》
- 《妇孺四字书》
- 《妇孺五字书》
- 《妇孺新读本》
- 《妇孺论说入门》
- 《妇孺女儿三字书》
- 《妇孺学约》
- 《妇孺论说大观》
- 《妇孺论说阶梯》
- 《妇孺中国与地略》
- 《妇孺释词粤语解》
- 《妇孺译文》
- 《妇孺信札材料》
- 《妇孺闲谈》
- 《妇孺中国史问题》
- 《幼学文法教科书》

### 歷史科教材
- 《左传小识》
- 《补读史论略》
- 《史记小识》
- 《前后汉书小识》
- 《晋书小识》
- 《灌根小学杂志》
- 《南北史小识》
- 《左传小识教授法》
- 《新唐书小识》

### 提倡白话文作品
- 《俗话说》

## 學生及後人紀念
陳子褒的遗著由他的学生冼玉清、欧朗若、陈德萋、陈仲伟輯錄成《陈子褒先生教育遗议》一書，於广州出版。
此外，他的學生曾璧山女士為紀念老師，於1923年在香港黃泥涌道創建崇蘭中學，惟因收生不足而於2012年結束。其後，由崇蘭中學校友創辦之「曾璧山中學」，亦於2021年起更名為曾璧山（崇蘭）中學，以作紀念。